# Fréjus
Fréjus [fʁeˈʒys] (okzitanisch Frejús) ist eine französische Stadt mit 58.499 Einwohnern (Stand 1. Januar 2022) an der Mittelmeerküste (Côte d’Azur) im Département Var in der Region Provence-Alpes-Côte d’Azur. Fréjus ist die größte Gemeinde im Osten des Départements Var und gehört zum Arrondissement Draguignan. Sie ist Teil des Kantons Saint-Raphaël, das Bureau centralisateur des gleichnamigen Kantons befindet sich in Fréjus. Die Bewohner werden Fréjusiens und Fréjusiennes genannt.
Die Gemeinde erhielt 2023 die Auszeichnung „Drei Blumen“, die vom Conseil national des villes et villages fleuris (CNVVF) im Rahmen des jährlichen Wettbewerbs der blumengeschmückten Städte und Dörfer verliehen wird.
Fréjus trägt seit 1987 die Auszeichnung Stadt der Kunst und Geschichte, die vom französischen Kulturministerium verliehen wird. Die Gemeinde ist außerdem seit 1992 Gründungsmitglied der Vereinigung Ville et Métiers d’Art und hat in diesem Rahmen eine Politik zur ganzjährigen Förderung des Kunsthandwerks durch seinen Circuit des Métiers d’Art entwickelt.

## Geografie

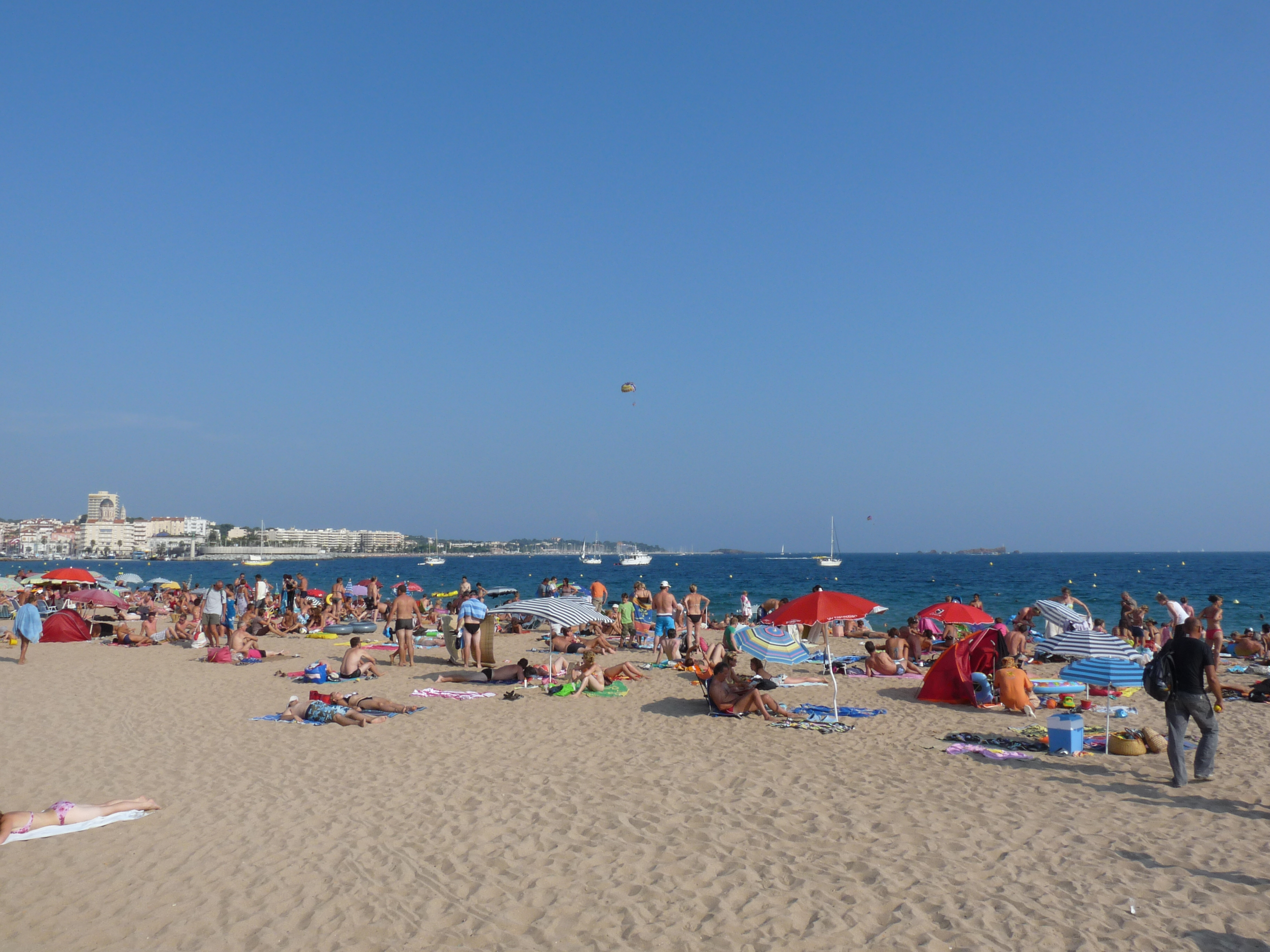
Strand von Fréjus

Fréjus liegt etwa 74 Kilometer nordöstlich von Toulon, etwa 51 Kilometer südwestlich von Nizza. Die Gemeinde liegt am östlichen Ende des Departements Var, in der gemeinsamen Schwemmlandebene von Argens und Reyran, zwischen dem Massif des Maures im Westen und dem Esterel-Massiv. Es umschließt von West nach Ost den Golf von Fréjus am Mittelmeer. Die Gemeinde ist Teil eines von Südwesten nach Nordosten ausgerichteten Halbmonds um den Golf und Saint-Raphaël.
Mit einer Fläche von mehr als hundert Quadratkilometern ist sie die größte Stadt im östlichen Var. Das Gebiet ist ungleichmäßig besetzt, die historische Stätte Fréjus liegt in der Mitte und ist stark urbanisiert, die Argens-Ebene, sumpfig und von Landwirtschaft bewachsen, trennt es vom Badeort Saint-Aygulf im Südwesten, das Esterel-Massiv trennt es von den Weilern Saint-Jean-de-l'Esterel und Saint-Jean-de-Cannes im Nordosten.
Umgeben wird Fréjus von den sieben Nachbargemeinden und dem Mittelmeer:
| Bagnols-en-Forêt      | Les Adrets-de-l’Estérel Tanneron            | Mandelieu-la-Napoule |
| Puget-sur-Argens      | Kompassrose, die auf Nachbargemeinden zeigt | Saint-Raphaël        |
| Roquebrune-sur-Argens | Mittelmeer                                  | Mittelmeer           |

## Klima
|                        | Jan  | Feb  | Mär  | Apr  | Mai  | Jun  | Jul  | Aug  | Sep  | Okt  | Nov  | Dez  |   |      |
| Mittl. Temperatur (°C) | 7,6  | 7,8  | 10,5 | 13,5 | 17,5 | 21,9 | 24,5 | 24,5 | 20,8 | 16,8 | 12   | 8,6  | ⌀ | 15,5 |
| Mittl. Tagesmax. (°C)  | 11,2 | 11,8 | 14,7 | 17,5 | 21,3 | 25,7 | 28,5 | 28,5 | 24,4 | 20   | 15,1 | 12,1 | ⌀ | 19,3 |
| Mittl. Tagesmin. (°C)  | 4,4  | 4    | 6,4  | 9,2  | 13,1 | 17,5 | 20   | 20,2 | 17,1 | 13,7 | 9    | 5,5  | ⌀ | 11,7 |
|                        |      |      |      |      |      |      |      |      |      |      |      |      |   |      |
| Niederschlag (mm)      | 68   | 58   | 61   | 82   | 70   | 51   | 30   | 36   | 82   | 117  | 132  | 81   | Σ | 868  |
|                        |      |      |      |      |      |      |      |      |      |      |      |      |   |      |
| Sonnenstunden (h/d)    | 6,5  | 7,5  | 8,8  | 10,0 | 11,4 | 12,4 | 12,4 | 11,5 | 9,7  | 7,6  | 6,7  | 6,4  | ⌀ | 9,2  |
|                        |      |      |      |      |      |      |      |      |      |      |      |      |   |      |
| Regentage (d)          | 5    | 5    | 5    | 7    | 7    | 6    | 4    | 5    | 6    | 7    | 7    | 5    | Σ | 69   |
|                        |      |      |      |      |      |      |      |      |      |      |      |      |   |      |
| Wassertemperatur (°C)  | 14,1 | 13,5 | 13,6 | 14,6 | 17,5 | 21,3 | 23,8 | 24,6 | 22,9 | 20,3 | 17,7 | 15,6 | ⌀ | 18,3 |
|                        |      |      |      |      |      |      |      |      |      |      |      |      |   |      |
| Luftfeuchtigkeit (%)   | 75   | 73   | 70   | 69   | 69   | 67   | 62   | 64   | 68   | 75   | 77   | 75   | ⌀ | 70,3 |

| 4,4 |

| 4 |

| 6,4 |

| 9,2 |

| 13,1 |

| 17,5 |

| 20 |

| 20,2 |

| 17,1 |

| 13,7 |

| 9 |

| 5,5 |

| 4,4 |

| 4 |

| 6,4 |

| 9,2 |

| 13,1 |

| 17,5 |

| 20 |

| 20,2 |

| 17,1 |

| 13,7 |

| 9 |

| 5,5 |

Das Klima ist als „Sommerheißes Mittelmeerklima“ (Csa-Klima) nach Köppen und Geiger klassifiziert. Luftfeuchtigkeit und Regentage sind in den Sommermonaten Juli und August besonders niedrig. Die Angaben von Temperatur, Wassertemperatur, Niederschlag, Regentag und Luftfeuchtigkeit basieren auf Daten von 1991 bis 2021, Sonnenstunden auf Daten von 1999 bis 2019.

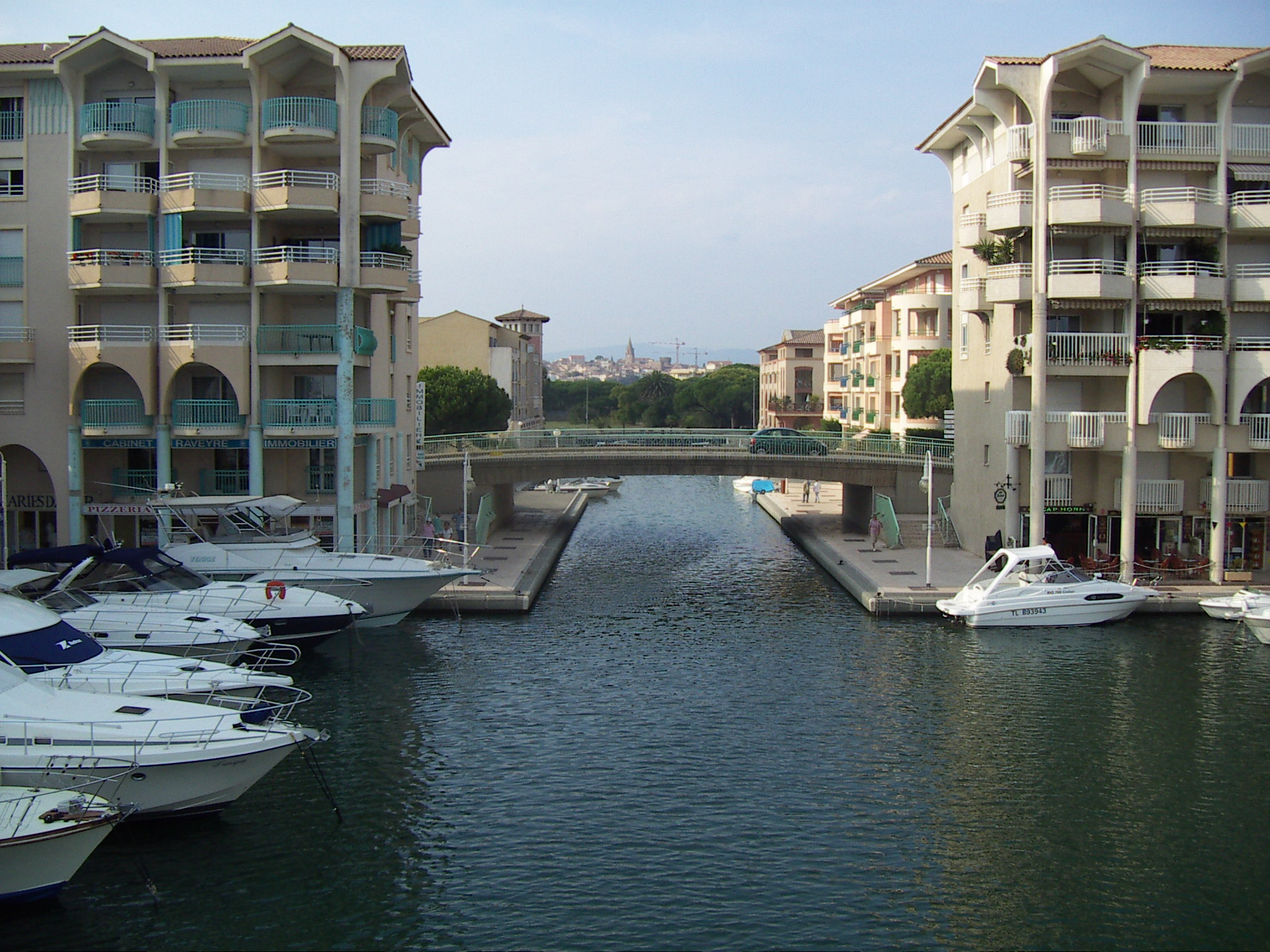
Hafen mit Blick auf Fréjus

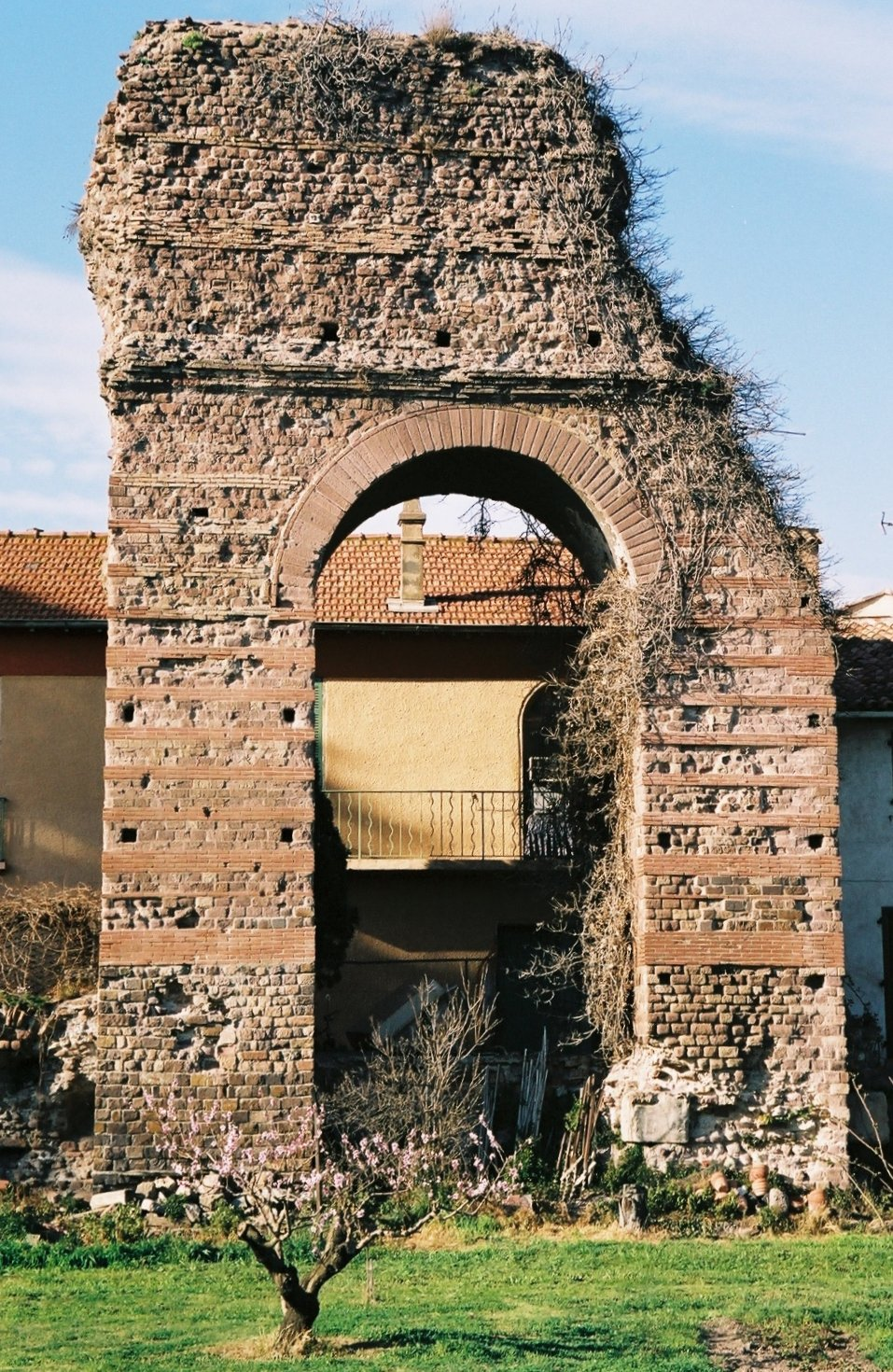
Porte Dorée

## Geschichte
Fréjus war in der Antike der Hauptort der Oxibier. Später gründeten Phokäer aus Marseille hier eine Stadt, deren Name nicht bekannt ist. Gaius Iulius Caesar veranlasste die Vergrößerung des Hafens und die Schaffung eines Marktes, der folglich Forum Iulii genannt wurde. Die Bezeichnung des Marktes wurde schließlich der Ortsname, der sich bis heute abgeschliffen erhalten hat.
Der Kaiser Augustus erhöhte die Bedeutung des Ortes, als er hier die Colonia Octaviorum für die Veteranen der Legio VIII Augusta einrichtete und den Hafen (laut Strabon als navale Caesaris Augusti) erneut vergrößerte. Aus dieser Zeit stammen auch die heute noch teilweise erhaltenen Bauwerke: Amphitheater, Aquädukt, Leuchtturm, Thermen etc.
Mit der Versandung des Hafens einher ging der Niedergang der Stadt, deren römische Altstadt bei einer Invasion der Sarazenen 940 weitgehend zerstört wurde.
Fréjus’ Wiederaufstieg begann wenige Jahrzehnte später unter der Leitung der Bischöfe der Stadt (die Diözese bestand seit dem Ende des 4. Jahrhunderts); ein Piratenüberfall 1475 führte zu einer weiteren Zerstörung der Stadt.
Im Zug der Kriege, die 25 Jahre lang zwischen dem französischen König Franz I. und dem Kaiser Karl V. (der auch König von Spanien war) tobten, hielt Letzterer einen triumphalen Einzug in die Stadt, die er bei der Gelegenheit in Charleville umtaufte und zum Herzogtum erhob.
Im Zweiten Weltkrieg wurden nach der Ausdehnung der deutschen Besetzung im „Unternehmen Anton“ auf Südfrankreich in Fréjus mehrere Internierungslager eingerichtet, in die nach der Räumung des Hafenviertels von Marseille im Januar 1943 dessen Einwohner deportiert wurden. Nach der Befreiung Frankreichs wurden im Camp Gellieni in Fréjus zahlreiche Tirailleurs sénégalais einquartiert, die teils monatelang auf ihre Heimreise nach Westafrika warten mussten. Am 19. August 1945 kam es im benachbarten Saint-Raphaël zu einer Eskalation der Soldaten mit der Gendarmerie.
Ende 1955 fand in Fréjus eine Truppenmeuterei gegen Entsendungen in den Algerienkrieg statt, dabei wurde ein General verbal angegriffen. Am 2. Dezember 1959 wurde Fréjus von einer Katastrophe heimgesucht, als der Staudamm der Barrage de Malpasset brach. Die Überschwemmung forderte über 400 Tote.
Seit 1983 findet in Fréjus das größte Biker-Festival der Welt statt. Dort treffen sich Mountainbikefahrer aus aller Welt zum Wettbewerb vom klassischen Mountainbikemarathon, einem Triathlon bis zum Enduro-, Tandem- und Kid-Roc-Rennen Roc d’Azur.
Zu den früheren Bürgermeistern der Stadt gehören André Léotard (1959–1971) und sein Sohn François Léotard (1977–1997). Bei der Kommunalwahl 2014 siegte mit David Rachline erstmals in der Geschichte von Fréjus ein Kandidat des rechtsnationalistischen Front National (FN).

## Bevölkerungsentwicklung
| Fréjus: Einwohnerzahlen von 1793 bis 2016                                                                                  | Fréjus: Einwohnerzahlen von 1793 bis 2016 | Fréjus: Einwohnerzahlen von 1793 bis 2016 | Fréjus: Einwohnerzahlen von 1793 bis 2016 | Fréjus: Einwohnerzahlen von 1793 bis 2016 |
| --- | ----------------------------------------- | ----------------------------------------- | ----------------------------------------- | ----------------------------------------- |
| Jahr |                                           |                                           |                                           | Einwohner                                 |
| 1793 | 1793                                      |                                           | 2.400                                     | 2.400                                     |
| 1800 | 1800                                      |                                           | 2.229                                     | 2.229                                     |
| 1806 | 1806                                      |                                           | 1.943                                     | 1.943                                     |
| 1821 | 1821                                      |                                           | 2.306                                     | 2.306                                     |
| 1831 | 1831                                      |                                           | 2.665                                     | 2.665                                     |
| 1836 | 1836                                      |                                           | 3.041                                     | 3.041                                     |
| 1841 | 1841                                      |                                           | 3.062                                     | 3.062                                     |
| 1846 | 1846                                      |                                           | 3.132                                     | 3.132                                     |
| 1851 | 1851                                      |                                           | 2.665                                     | 2.665                                     |
| 1856 | 1856                                      |                                           | 2.727                                     | 2.727                                     |
| 1861 | 1861                                      |                                           | 2.878                                     | 2.878                                     |
| 1866 | 1866                                      |                                           | 3.050                                     | 3.050                                     |
| 1872 | 1872                                      |                                           | 3.052                                     | 3.052                                     |
| 1876 | 1876                                      |                                           | 3.478                                     | 3.478                                     |
| 1881 | 1881                                      |                                           | 3.135                                     | 3.135                                     |
| 1886 | 1886                                      |                                           | 3.540                                     | 3.540                                     |
| 1891 | 1891                                      |                                           | 3.139                                     | 3.139                                     |
| 1896 | 1896                                      |                                           | 3.510                                     | 3.510                                     |
| 1901 | 1901                                      |                                           | 4.156                                     | 4.156                                     |
| 1906 | 1906                                      |                                           | 4.190                                     | 4.190                                     |
| 1911 | 1911                                      |                                           | 4.022                                     | 4.022                                     |
| 1921 | 1921                                      |                                           | 9.451                                     | 9.451                                     |
| 1926 | 1926                                      |                                           | 9.091                                     | 9.091                                     |
| 1931 | 1931                                      |                                           | 9.676                                     | 9.676                                     |
| 1936 | 1936                                      |                                           | 9.441                                     | 9.441                                     |
| 1946 | 1946                                      |                                           | 12.907                                    | 12.907                                    |
| 1954 | 1954                                      |                                           | 13.452                                    | 13.452                                    |
| 1962 | 1962                                      |                                           | 16.953                                    | 16.953                                    |
| 1968 | 1968                                      |                                           | 23.629                                    | 23.629                                    |
| 1975 | 1975                                      |                                           | 28.851                                    | 28.851                                    |
| 1982 | 1982                                      |                                           | 31.662                                    | 31.662                                    |
| 1990 | 1990                                      |                                           | 41.486                                    | 41.486                                    |
| 1999 | 1999                                      |                                           | 46.801                                    | 46.801                                    |
| 2006 | 2006                                      |                                           | 49.100                                    | 49.100                                    |
| 2011 | 2011                                      |                                           | 52.344                                    | 52.344                                    |
| 2016 | 2016                                      |                                           | 53.168                                    | 53.168                                    |
| Quelle(n): EHESS/Cassini bis 1999, INSEE ab 2006 Anmerkung(en): Ab 1962 offizielle Zahlen ohne Einwohner mit Zweitwohnsitz |                                           |                                           |                                           |                                           |

## Wappen
| Wappen der Stadt Fréjus | Blasonierung: „In Rot ein durchgehendes weißes Kreuz unter einem blauen Schildhaupt mit drei balkenweise gestellten goldenen Lilien.“ |
| Wappen der Stadt Fréjus | |

## Verwaltung
Fréjus ist mit der Nachbarstadt Saint-Raphaël in einer communauté d’agglomération verbunden.

## Sehenswürdigkeiten
- Aus römischer Zeit: Hafen, Arena (Amphitheater), Theater, Aquaedukt etc.
- Kathedralbezirk mit romanischer Kathedrale Saint-Léonce, Baptisterium (Taufkapelle) und Kreuzgang: Die Anlage stammt aus dem 11. und 14. Jahrhundert, die Taufkapelle selbst aus dem 5. Jahrhundert.
- Naturpark von etwa 40 Hektar am Meer, der frühere Flughafen, von dem aus 1913 der erste Mittelmeerflug begann: von Fréjus nach Bizerte (Tunesien) durch den Flieger Roland Garros.
- Chinesische Pagode und sudanesische Moschee
- Stierkampf (seit 2011 verboten)
- Museum der Truppen der französischen Marine
- Gotische Kirche St-François-de-Paule
- Kirche Sacré-Cœur (1967)

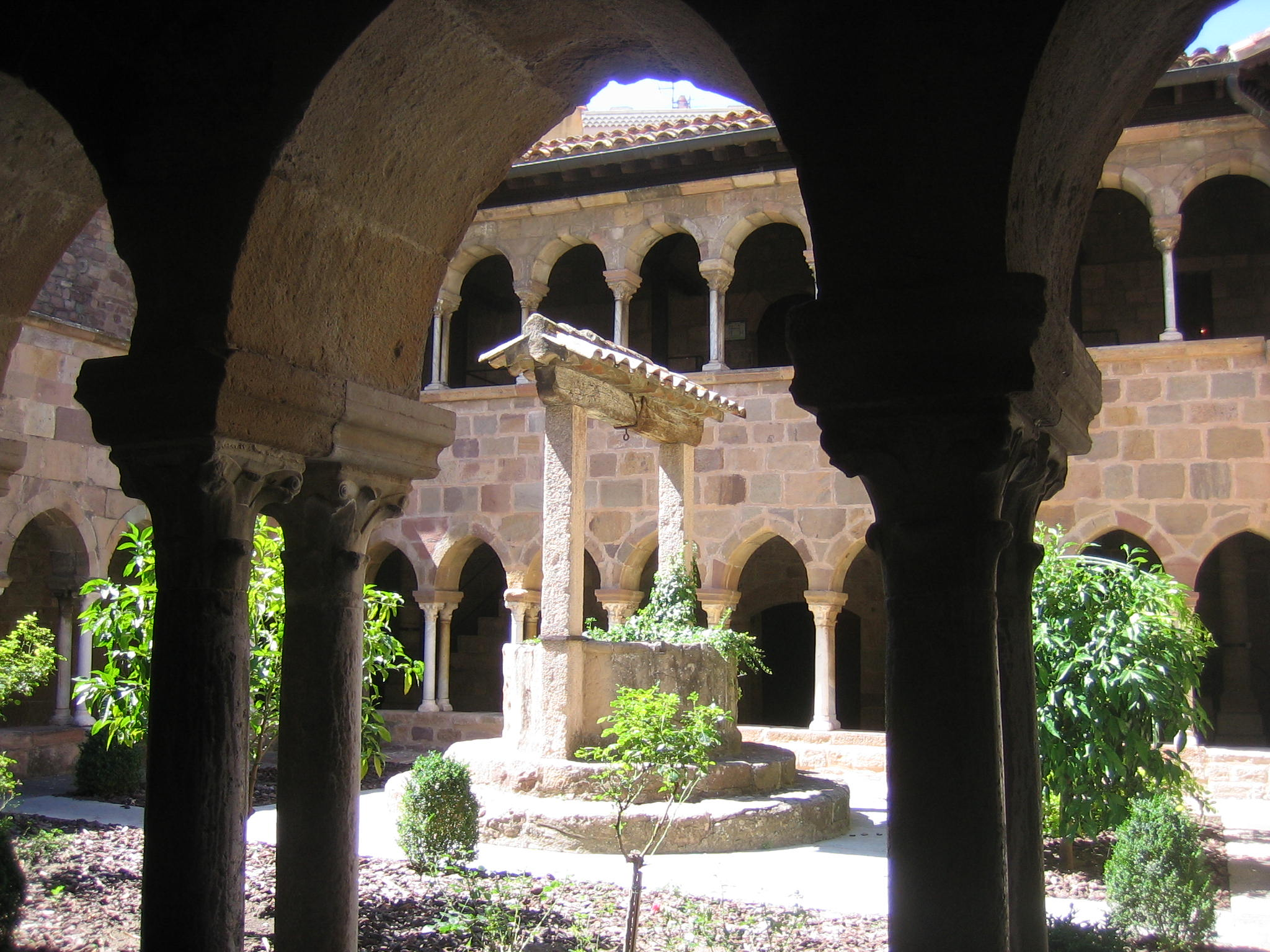
Kreuzgang der Kathedrale Saint-Léonce
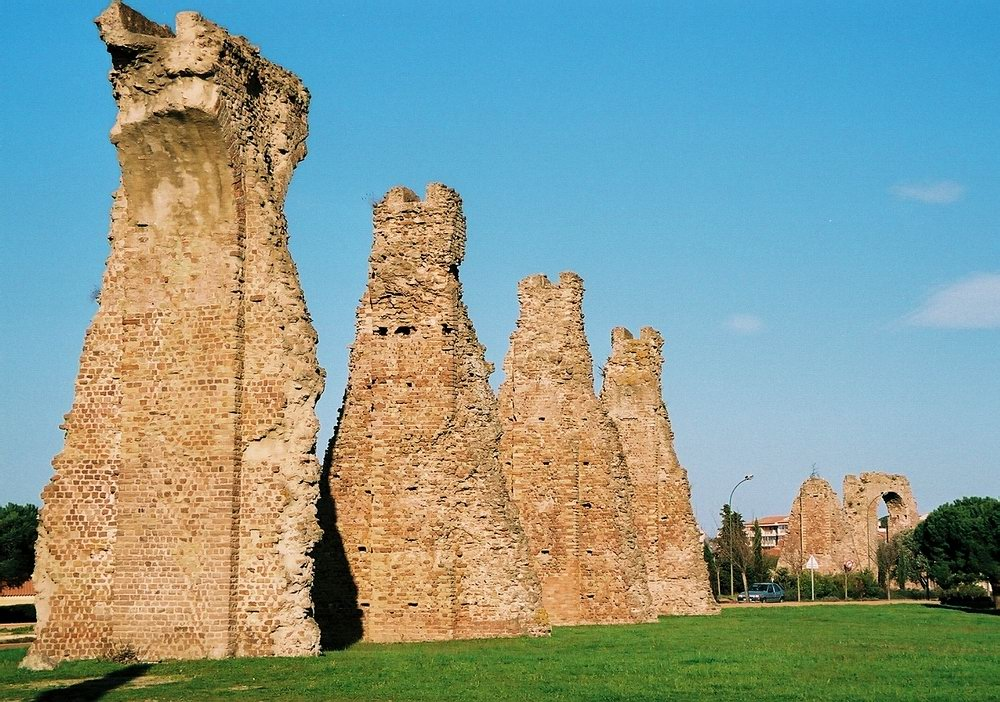
Ruinen des römischen Aquädukts
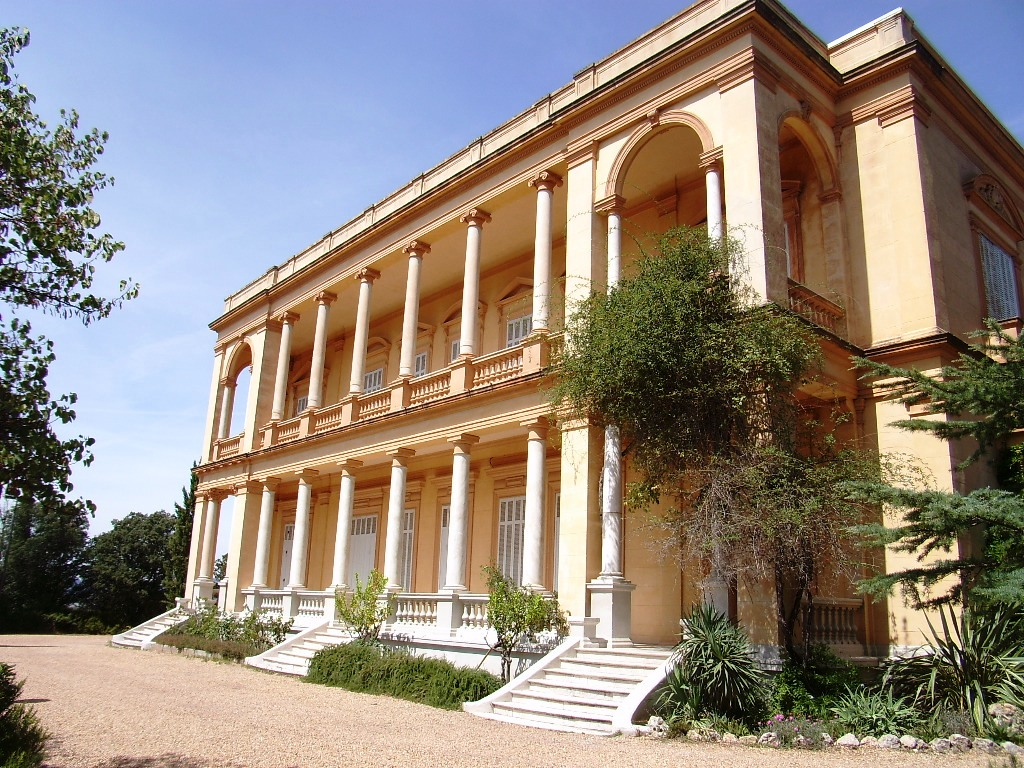
Südfassade des Schlosses Aurélien
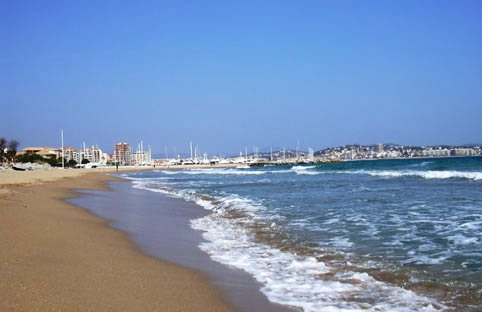
Der Strand François Léotard
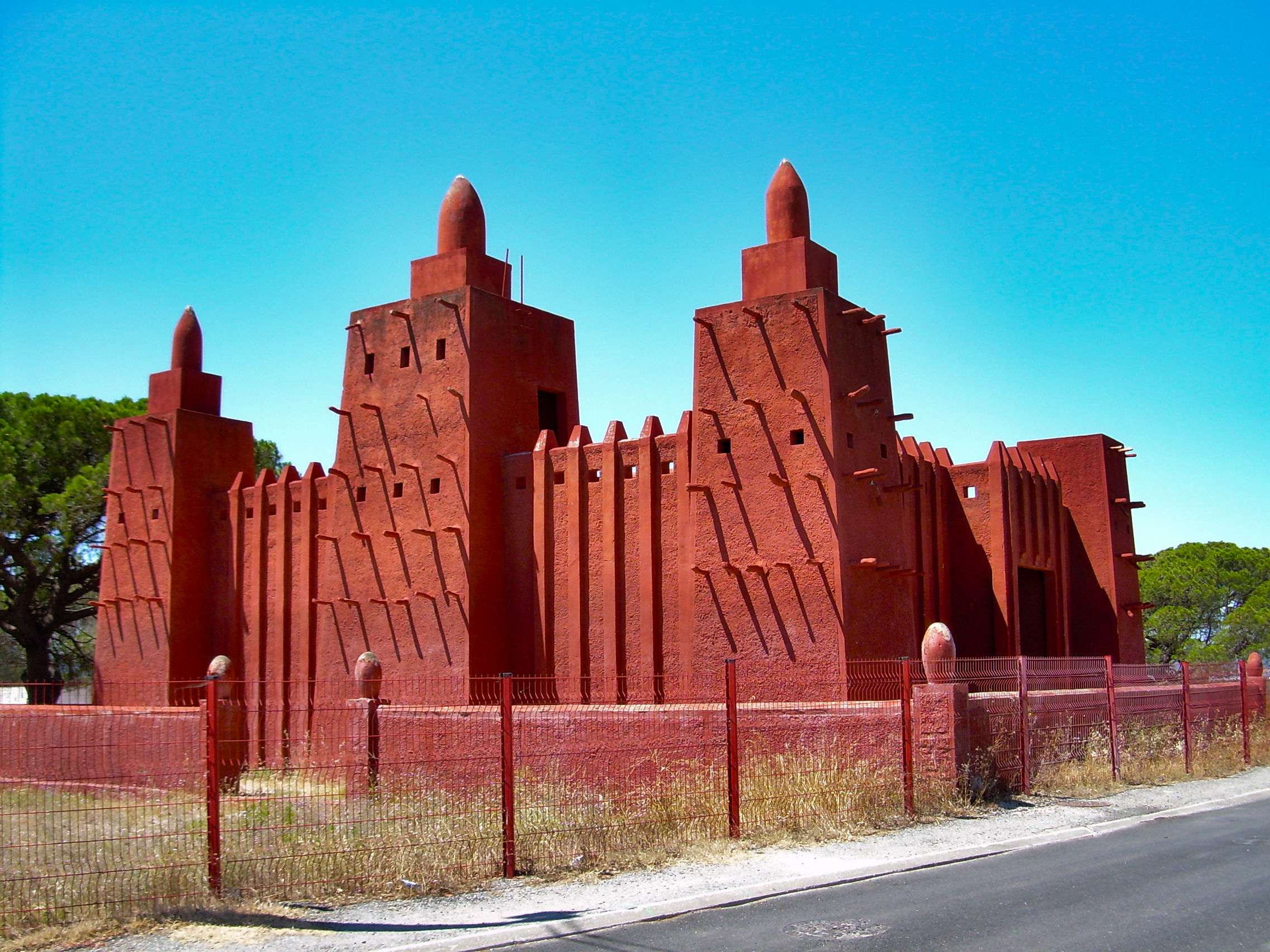
Missiri-Moschee

## Arena

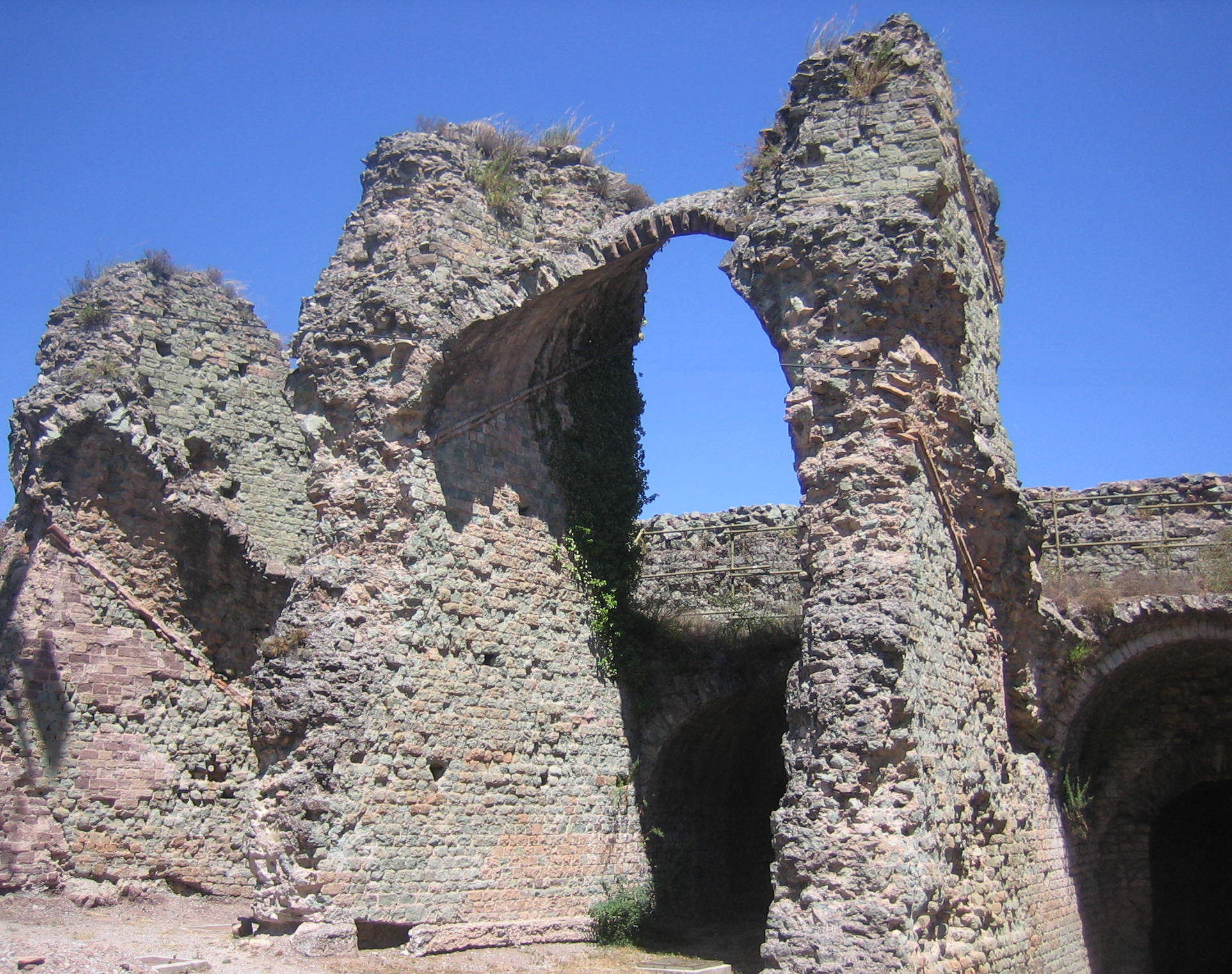
Ruinen der römischen Arena

Dieses Monument, erbaut im 1. Jahrhundert v. Chr., konnte rund zehntausend Zuschauer aufnehmen. Es ist 114 Meter lang und 82 Meter breit, die zentrale Arena misst 68 mal 39 Meter. Seine Außenansicht besteht aus kleinen regelmäßigen Blöcken (opus vittatum) grünen Sandsteins aus dem alten Steinbruch von La Baume an der Strecke nach Bagnols-en-Forêt. Wie alle Amphitheater des Römischen Reichs war es gebaut worden, um Gladiatorenkämpfe und Tierhetzen mit aus Afrika importierten Wildtieren zu veranstalten.
Zugang zu den drei Terrassen (cavea) hatte man durch die gewölbten Durchgänge (vomitoria), mit Ausnahme des nördlichen Bereichs des Amphitheaters, der direkt in den Fels gehauen war. Bei schlechtem Wetter oder großer Hitze konnten die cavea durch große einstellbare Segel (velum) geschützt werden, die mittels Seilen an Pfosten befestigt waren, die am oberen Rand des Gebäudes in den Stein eingelassen waren.
In der Mitte der Arena befindet sich eine kreuzförmige, nicht offen sichtbare Grube, aus der mit Hilfe eines Systems von Falltüren und anderen Mechanismen die Gladiatoren, Tiere und die Ausstattung in die Arena gebracht wurden.

## Militär

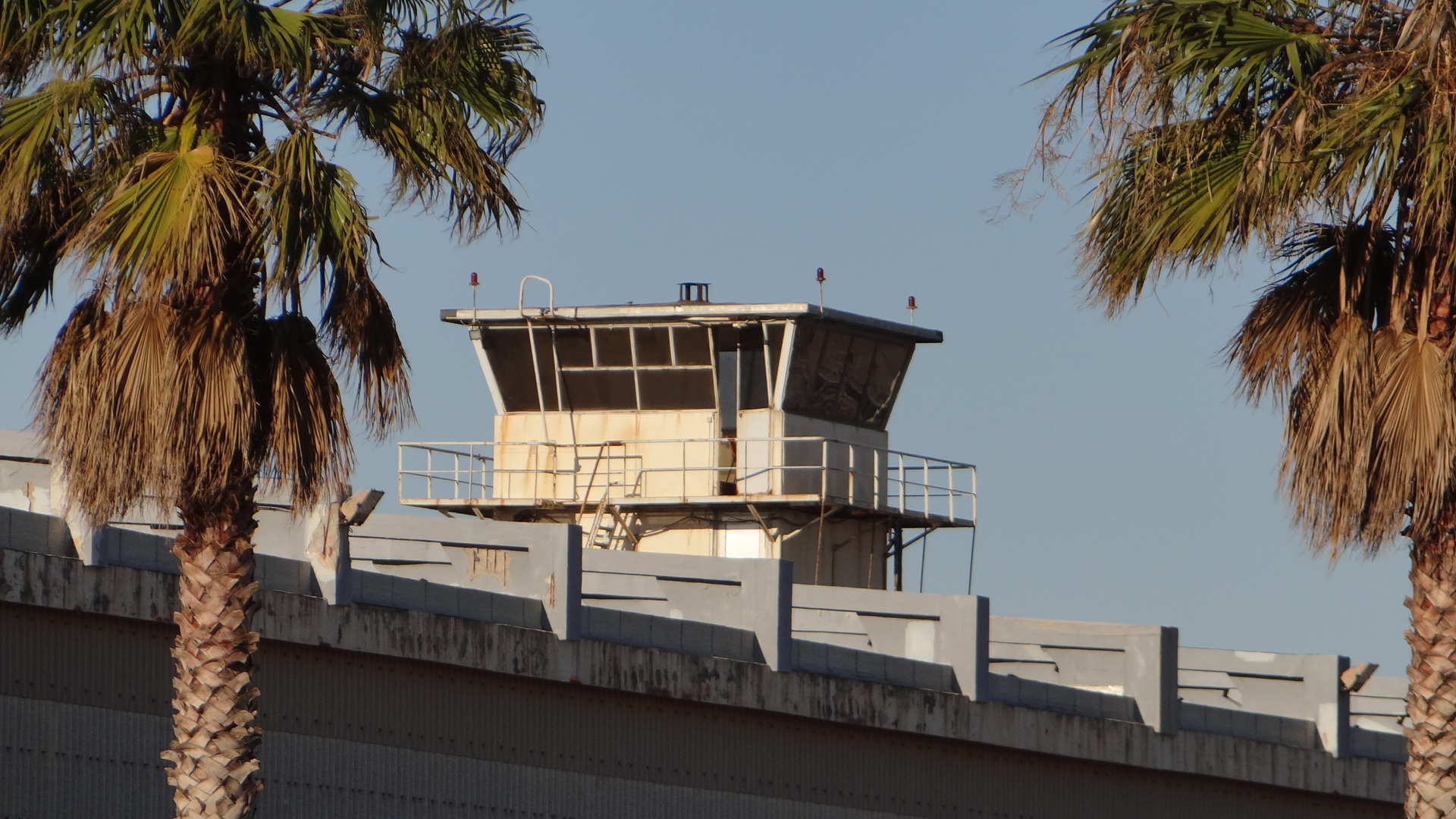
BAN de Fréjus-Saint Raphaël

In Fréjus befindet sich die Base aéronautique navale de Fréjus-Saint Raphaël (BAN de Fréjus-Saint Raphaël) und das Camp Colonel LeCocq, wo das 21e régiment d'infanterie de marine stationiert ist. Moussa Traoré, der spätere Staatspräsident von Mali, erhielt an der École de formation des officiers du régime transitoire des troupes de marine in Fréjus seine militärische Ausbildung.

## Städtepartnerschaften
- Dumbéa, Neukaledonien
- Fredericksburg, Vereinigte Staaten
- Paola, Italien
- Tabarka, Tunesien
- Triberg im Schwarzwald, Deutschland

## Persönlichkeiten
- Gnaeus Iulius Agricola (40–93), römischer General
- Barthélemy Camelin (um 1560–1637), Bischof von Fréjus
- Pierre Camelin (1579–1654), Bischof von Fréjus
- Charles-Octavien d’Anthelmy (1668–1752), Bischof
- Emmanuel Joseph Sieyès (1748–1836), einer der Haupttheoretiker der Französischen Revolution
- Raoul Gineste (1849–1914), Schriftsteller und Felibre
- Philippe Léotard (1940–2001), Schauspieler
- Odiah Sidibé (* 1970), Sprinterin
- Anna Mouglalis (* 1978), Schauspielerin
- Yoann Richomme (* 1983), Schiffbauingenieur und Hochseesegler
- Kévin Constant (* 1987), Fußballspieler mit guineischen Wurzeln
- Layvin Kurzawa (* 1992), Fußballspieler
- Sybille Gauvain (* 1994), Tennisspielerin
- Mouez Hassen (* 1995), Fußballtorhüter mit tunesischen Wurzeln
- Giulian Biancone (* 2000), Fußballspieler